# مصفاة حمص

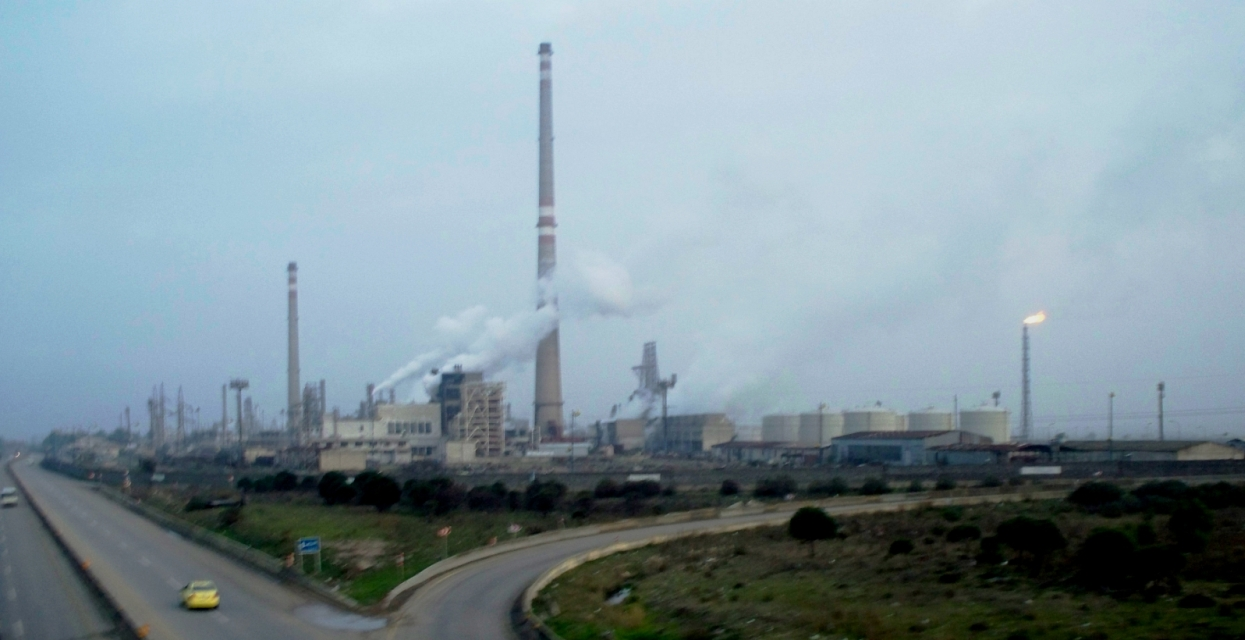
مصفاة حمص.

شركة مصفاة حمص هي شركة نفط سورية لتكرير النفط تتبع القطاع العام، وهي تُدِير مصفاة حمص إحدى مصفاتي تكرير النفط الوحيدتين في سوريا، وهي تعمل بطاقة 110,000 برميل يومياً، لتكون الأقلّ من بين المصفاتين حيث تفوقها مصفاة بانياس بإنتاج 130,000 ألف برميل في اليوم.
بدأت سوريا بعد الاستقلال بتطوير البناء الاقتصادي والاجتماعي فتم إنشاء مصفاة حمص عام 1959 كأول مصفاة لتكرير النفط في سورية بطاقة تكرير مليون طن في السنة خام خفيف، وذلك بهدف تأمين حاجة السوق المحلية من المشتقات النفطية وتصدير الفائض للخارج. شهدت مصفاة حمص خلال الأربعين سنة الماضية عدة توسعات، فمع استخراج واستثمار النفط وطنياً وتزايد الطلب تم إجراء التوسعة الأولى للمصفاة عام 1969، فارتفعت طاقتها التكريرية إلى مليوني طن في السنة من النفط الخام السوري الخفيف والثقيل، وفي ظل الحركة التصحيحية ومع الاستقرار الاجتماعي والاقتصادي في سوريا، تتالت عليها عدة توسعات فارتفعت طاقتها التكريرية إلى 5.7 مليون طن في السنة من الخام الخفيف والثقيل.
تم إنشاء المصفاة في مدينة حمص كونها تشغل موقعا استراتيجيا وسط سوريا وتعتبر مركز اقتصادي وسياحي ومدينة تعتبر عاصمة وسط سوريا، وترتفع عن سطح البحر 478 م ويمر فيها نهر العاصي الذي يزودها بالمياه اللازمة لها. تقع المصفاة غرب مدينة حمص على بعد 7 كم من مركز المدينة على الطريق الدولي، وتشغل المصفاة حالياً مساحة 4كم² تقريباً، ويعمل فيها 4,500 شخص بين مهندس وفني ومختص وعامل، وتخضع كافّة منتجاتها للمواصفات القياسية السورية.

## التاريخ
باشرت المصفاة عملها في عام 1959 بوحدة تقطير U-100 باستطاعة مليون طن في السنة من الخام العراقي الخفيف، وبوحدة تحسين ووحدة أسفلت وبعض الوحدات الخدمية الأخرى مثل وحدة النتروجين ووحدة قوى. ثم رفعت حمولة وحدة التقطير السابقة في عام 1969 إلى 1.7 مليون طن في السنة، وأنشئت وحدة تقطير جديدة هي U-10 بطاقة مليون طن في السنة، وبذلك أصبحت حمولة المصفاة 2.7 مليون طن في السنة، كما أنشئت وحدة تفحيم، ووحدة فصل غازات، ووحدات لهدرجة النفتا والكيروسين والمازوت الخفيف والثقيل، ووحدة لمعالجة الغازات الحمضية، ووحدة لإنتاج الهيدروجين، ووحدة لاسترجاع الكبريت، ووحدة قوى.
أنشئت في عام 1974 وحدة تقطير ثالثة U-22 بطاقة مليون طن في السنة، بالإضافة إلى معملٍ لمزج الزيوت، فأصبحت حمولة المصفاة الكلية 3.7 مليون طن في السنة. وأنشئت بعدها في عام 1976 وحدة تقطير رابعة U-21 بحمولة 1.7 مليون طن في السنة، فارتفعت حمولة المصفاة الكلية إلى 5.4 مليون طن في السنة. في عام 1979 بنيت وحدة لإنتاج الأسفلت، ووحدة لمعالجة المياه الصناعية، وعُدِّلت حمولة وحدة التقطير الأولى إلى 2 طن في السنة، وبذلك وصلت طاقة تكرير المصفاة إلى 5.7 مليون طن في السنة. وقد أضيفت وحدات أخرى إلى المصفاة في عام 1989 لتحسين مواصفات المنتجات، ولهدرجة النفثا والكيروسين والمازوت، ووحدة تحسين للبنزين، ووحدة أزمرة، ووحدة كبريت جديدة، ومحطة قوى لإنتاج الطاقة الكهربائية والبخار.

### الثورة السورية
ضربت كتيبة الفاروق في الثامن من كانون الأول سنة 2011 خطاً للمصفاة لنقل النفط الخام بحي السلطانية شمال غرب المصفاة باستخدام عبوة ناسفة، مما خلَّف حريقاً كبيراً في المنطقة. وبعد ذلك بثلاثة شهور، أطلق الجيش السوري النظامي حملة عنيفةً على مدينة حمص وخصوصاً حي بابا عمرو في مطلع شهر شباط من سنة 2012، شملت قصفاً مدفعياً عينفاً على المدينة. وقد اندلعَ - نتيجة سقوط بعض القذائف العشوائية حسب الهيئة العامة للثورة السورية - في صباح يوم الـ14 من شباط حريقُ هائل في خط نقل النفط بمدينة حمص الذي يُغذي مصفاة النفط في المدينة، وتلاه تحليق للطيران الحربي بالجوار. ثم اندلَعَ حريق آخر في خزّانٍ للبنزين بمصفاة النفط في الـ17 من شباط.
تعرَّضت مصفاة حمص لعدَّة أضرارٍ على خلفية أحداث الثورة السورية، وقُدِّرت الخسائر المالية النّاجمة عن تلك الأضرار بنحو تسعة ملايين ليرة سورية، إلا أنّ المصفاة لا زالت مستمرَّةً بالعمل حتى الآن.

## الهيكل التنظيمي
1- المدير العام 
2- مدير الموارد البشرية 
3- مدير العمليات 
4- مدير الصيانات الهندسية 
5- مدير النقل 
6- مدير معمل مزج الزيوت 
7- مدير الطاقة 
8- مدير الجودة والسلامة المهنية 
9- مدير الشؤون الإدارية 
10- مدير الحسابات 
11- المدير المالي 
12- مدير الدراسات والمشاريع
13- مدير الترحيلات 
14- مدير التخطيط